# Galeria Wymiany

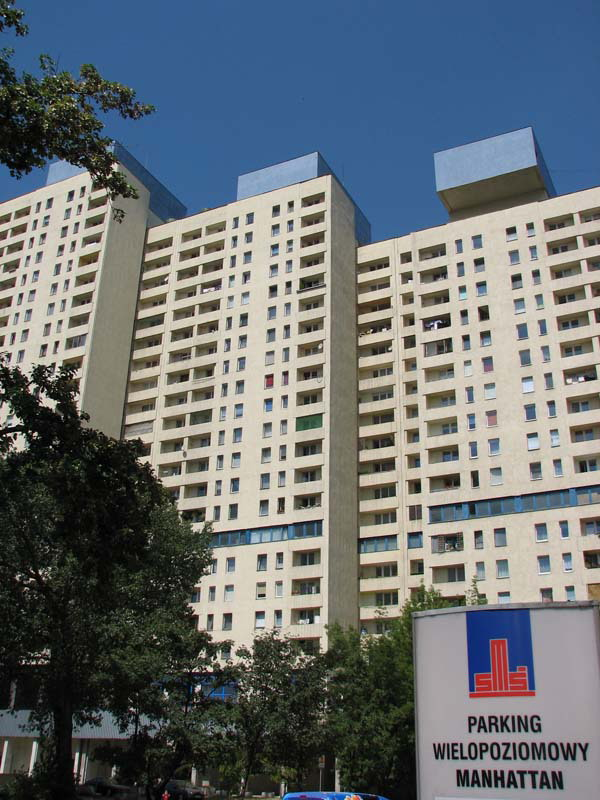
Siedziba (2006)

Galeria Wymiany – autorska galeria sztuki współczesnej założona przez Józefa Robakowskiego działająca w Łodzi od 1978 roku. Z początku prowadzona była przez Robakowskiego wraz z ówczesną żoną Małgorzatą Potocką a od 1989 z Barbarą Konopką. Istniejąca do 2022 roku Galeria Wymiany była forum sztuki, miejscem spotkań i archiwum.  Kolekcja Galerii Wymiany / Exchange Gallery została w 2017 roku podarowana przez Józefa Robakowskiego Muzeum Sztuki Nowoczesnej w Warszawie.
Obecnie jest częścią zbiorów Muzeum Sztuki Nowoczesnej w Warszawie.
Galeria mieściła się w prywatnym mieszkaniu Robakowskiego przy al. Józefa Piłsudskiego 7/29. Był to charakterystyczny zwrot organizowania się artystów niezależnego ruchu artystycznego głównie w latach 70-80 w Polsce w miejscach prywatnych. Odbywały się w niej, szczególnie w pierwszym okresie istnienia, wystawy, spotkania, dyskusje, pokazy filmów.
Galeria zajmowała się ponadto edytorstwem, realizacją programów o sztuce Uderzenie sztuki. Galeria Wymiany wydała m.in. książki Nieme kino I (1983), PST! - sygnia nowej sztuki (1984), wraz z Andrzejem Ciesielskim 6 numerów pisma Uwaga (1980-90).

## Kolekcja sztuki
Na obszerną kolekcję dzieł sztuki Galerii składają się prywatne zbiory J. Robakowskiego od najróżniejszych obiektów po materiały filmowe. Zbiory te powstały głównie w drodze wymiany z artystami polskimi i zagranicznymi. W kolekcji znajdują się prace m.in. Mariny Abramović, Jerzego Beresia, Stanisława Dróżdża, Władysława Hasiora, Edwarda Krasińskiego, Sola LeWitta, Natalii LL, Alfreda Lenicy, Jerzego Lewczyńskiego, László Moholy-Nagy, Richarda Nonasa, Orlan, Nam June Paika, Andrzeja Partuma, Aleksandra Rodczenko, Henryka Stażewskiego, Stefana Themersona, Zbigniewa Warpechowskiego, Stanisława Ignacego Witkiewicza.
Wielkość oraz atrakcyjność zarówno historyczna jak i artystyczna kolekcji służy częstym jej pokazom. Częściowo pokazywana była m.in. w Muzeum Sztuki w Łodzi, CSW Zamek Ujazdowski w Warszawie, Muzeum Okręgowe w Bydgoszczy, Mucsarnok Gallery w Budapeszcie, Fundacji Profile w Warszawie, Narodowej Galerii Sztuki „Zachęta” w Warszawie, W Galerii BWA w Zielonej Górze.
Poza dziełami sztuki w zbiorach galerii znajdują się dokumenty i archiwalia o polskiej sztuce współczesnej a przede wszystkim niezależnego ruchu artystycznego oraz dokumentacja dotycząca stanu wojennego.